# 榕樹澳碼頭
榕樹澳碼頭（英語：Yung Shue O Pier）位於香港新界西貢北企嶺下海榕樹澳，是一個小型的公眾碼頭。根據土木工程拓展署建議，該碼頭將進行重建，預料在2025年下半年開工，約2027年建成。